# 奥地圭子
奥地 圭子（おくち けいこ、1941年3月22日 - ）は、元小学校教諭、NPO法人東京シューレの元理事長、現在は学校法人東京シューレ学園長・東京シューレ江戸川小学校の校長である。

## 略歴
東京に生まれ、広島県三原市で育った。1963年、横浜国立大学学芸学部を卒業後、22年間にわたって公立小学校の教諭を続けた。1985年、教諭の職を退き、東京都北区東十条にフリースクール東京シューレを設立。1991年に、北区王子に移転。東京シューレを母体とする登校拒否を考える全国ネットワーク（親の会）や全国不登校新聞社の立ち上げにも尽力し、精力的に執筆・講演活動を行った。
不登校問題の黎明期に我が子が不登校（当時は「登校拒否」という言葉が一般的）となり、その一方で自らは現役の小学校教諭という板ばさみの状況の中から、子どもを第一に考えることの大切さ、現代の学校教育の歪みに気付いた。「子どもは学校以外の場所で育つこともできる」というのが持論。東京シューレはそうした「居場所」の選択肢の一つとして位置付けられている。
学校法人東京シューレ学園・東京シューレ葛飾中学校の理事長・校長、全国不登校新聞社代表理事、NPO法人フリースクール全国ネットワーク代表理事であったが、成人スタッフの男が起こした東京シューレ性暴力加害事件の責任を取り引責辞任した。登校拒否を考える全国ネットワーク代表を務める。

## 主な著作
- 『不登校という生き方－教育の多様化と子どもの権利』
- 『東京シューレ子どもとつくる20年の物語』
- 『登校拒否は病気じゃない―私の体験的登校拒否論』
- 『学校は必要か―子どもの育つ場を求めて』
- 『東京シューレ物語―学校の外で生きる子どもたち』
- 『子どもをいちばん大切にする学校』

## 関連人物
- 渡辺位（児童精神科医）